# گروه ارتش ایی
گروه ارتش ای (انگلیسی: Army Group E) یک گروه ارتش آلمان بود که در طول جنگ جهانی دوم فعال بود.
گروه ارتش ای در ۱ ژانویه ۱۹۴۳ از ارتش دوازدهم (ورماخت) ایجاد شد.